# Venanzio Opilione
Venanzio Opilione (latino: Venantius Opilio; fl. 524) è stato un politico italiano durante il Regno degli Ostrogoti.

## Biografia

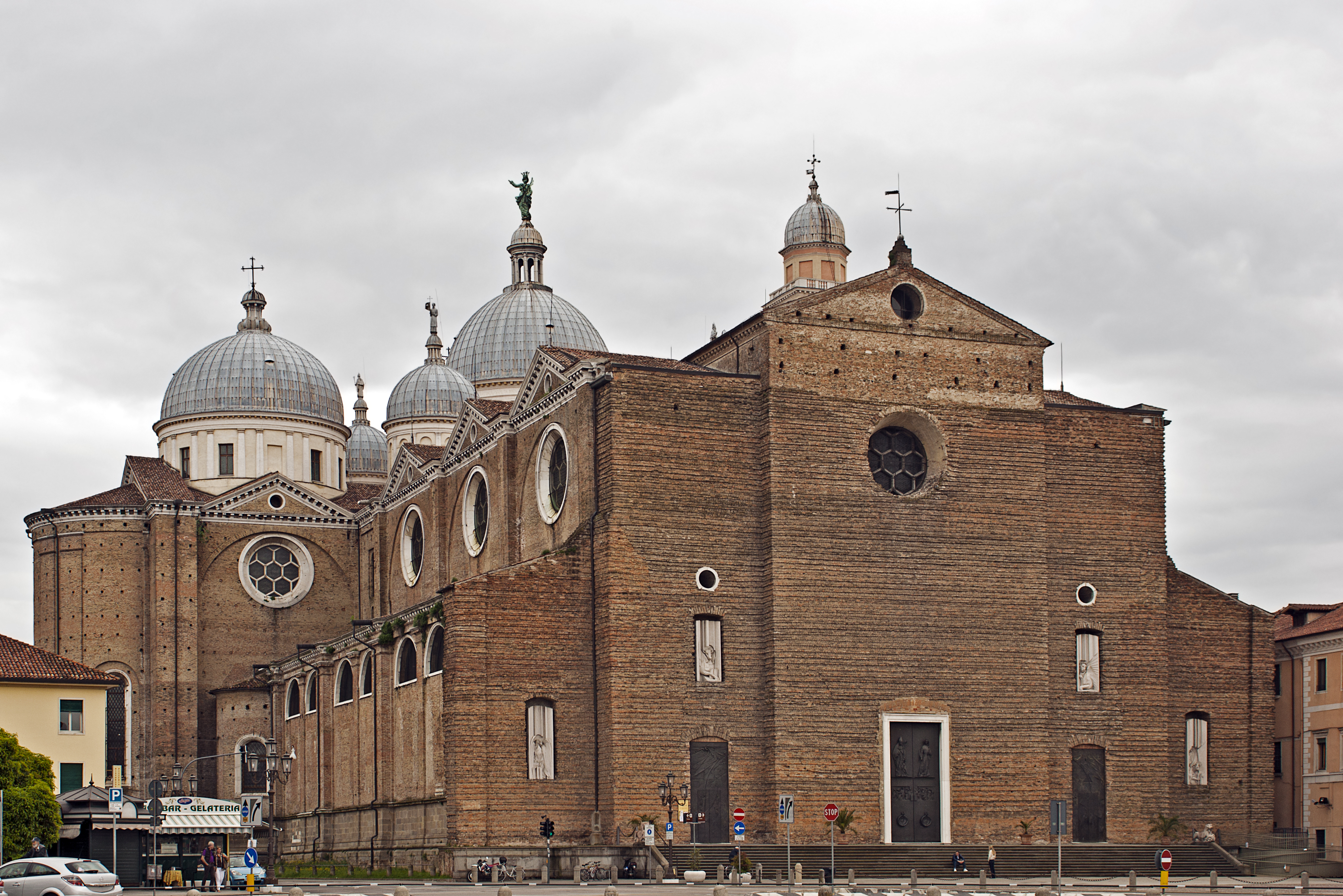
Basilica di Santa Giustina, costruita sul santuario dedicato da Opilione a santa Giustina di Padova

Opilione fu iudex e tra gli accusatori di Cassiodoro. Divenne prefetto del pretorio d'Italia e, nel 524, console.
Costruì un piccolo santuario dedicato a santa Giustina di Padova nella città veneta; su questa costruzione venne poi edificata la moderna basilica con annessa abbazia.